# Triangular 2
Triangular 2 ist ein Jazzalbum von Ralph Peterson, David Kikoski und Gerald Cannon. Die im Dezember 1999 in den Systems Two Studios, Brooklyn, entstandenen Aufnahmen erschienen im Oktober 2000 auf dem Label Sirocco Jazz. Es war das zweite Album in Petersons Triangular-Reihe, die mit dem gleichnamigen Album mit Geri Allen (1989) begann.

## Hintergrund
Ralph Petersons zweite Sirocco Jazz-Veröffentlichung ist auch seine zweite Aufnahme in Triobesetzung. Auf Triangular 2 spielte der Schlagzeuger zusammen mit dem Pianisten David Kikoski und dem Bassisten Gerald Cannon neben zwei Jazzstandards sechs Eigenkompositionen von sich und Gerald Cannon.
Mit dem Album Triangular III, das Peterson mit Luques und Zaccai Curtis 2015 live eingespielte, setzte der Schlagzeuger seine Triangular-Reihe fort.

## Titelliste
- Ralph Peterson, David Kikoski, Gerald Cannon – Triangular 2 (Sirocco Jazz SJL 1009)

1. Jean's Dream (G. Cannon) 5:54
2. Peri (G. Cannon) 8:25
3. Night & Day (Cole Porter) 6:47
4. Games (D. Kikoski) 6:20
5. Blues for Jones 4:52
6. I Remember Bu 6:50
7. Red's Brazilian Fantasy 5:15
8. If I Were a Bell (Frank Loesser)  8:06

Sofern nicht anders angegeben, stammen alle Kompositionen von Ralph Peterson.

## Rezeption

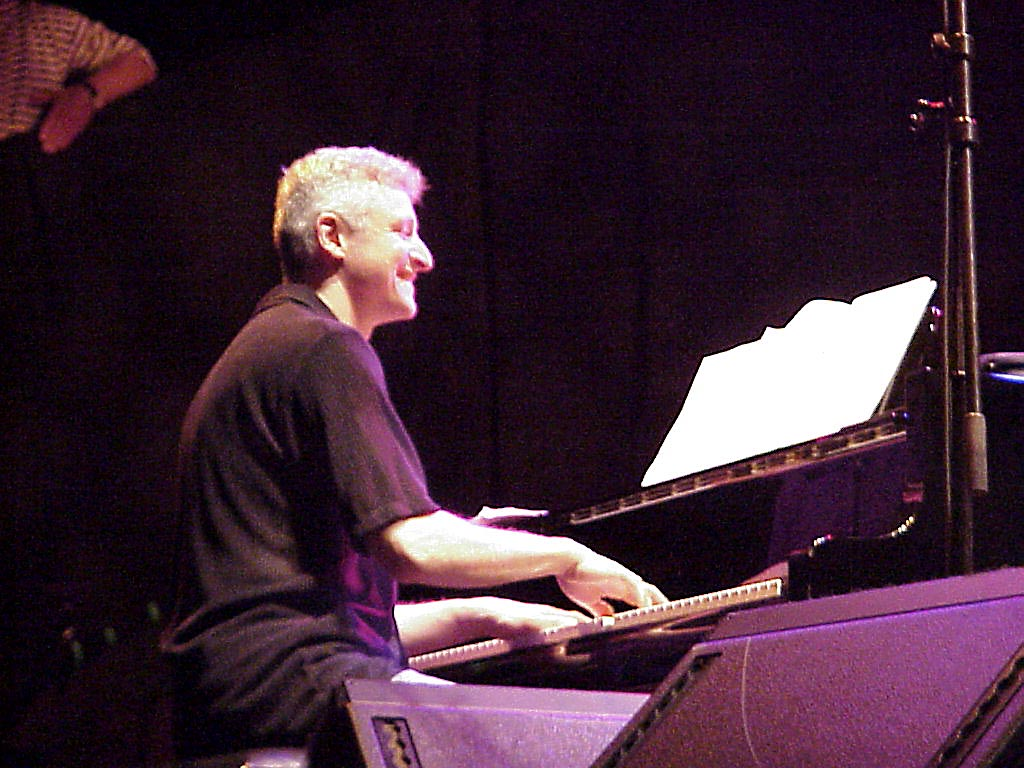
David Kikoski bei einem Auftritt in München 2001

Greg Turner verlieh dem Album in Allmusic vier Sterne und schrieb, Peterson, der für sein energiegeladenes Trommeln bekannt sei, spiele aufgrund des Fehlens von Blasinstrumenten erwartungsgemäß zurückhaltender als gewöhnlich, aber Kikoski und Cannon, zum Zeitpunkt dieser Aufnahme ein Mitglied der Gruppe von Roy Hargrove, seien erfahrene Musiker, die Petersons Energie durch ihre eigene ergänzten und dabei eine sehr zusammenhängende Einheit bilden würden. Dies ist eine gute Aufnahme von drei Musikern, die eine breitere Anerkennung verdienen würden.
Richard Cook und Brian Morton haben dem Album in ihrem Penguin Guide to Jazz eine Bewertung von drei Sternen verliehen: Kikoski sei ein Spieler, der sich nicht aus der Ruhe bringen lasse. Auf dem leicht reharmonisierten „Night & Day“ schaffe er es, den Song liedhaft klingen zu lassen, auch wenn die Trommeln den ganzen Verlauf über schieben und treiben. Bassist Cannon habe eine unauffällige Präsenz, dessen Linien nach Einfachheit suchen. Es gebe Momente, in denen man Peterson abklingen lassen und nur ein wenig weniger genial swingen lassen möchte. Dies seien sicher nicht die großartigsten Momente der drei, mit denen man es zu tun habe, aber es gebe dabei viel zu genießen, so das Resümée der Autoren.